# Вакерструмски дукат
Вакерструмски дукат (лат. Aloeides merces, енгл. Wakkerstroom copper) је врста инсекта из реда лептира (Lepidoptera) и породице плаваца (Lycaenidae). 

## Распрострањење
Ареал врсте је ограничен на једну државу. Јужноафричка Република је једино познато природно станиште врсте.

## Станиште
Станиште врсте је травна вегетација на висини од око 2.000 метара.

## Угроженост
Ова врста се сматра рањивом у погледу угрожености врсте од изумирања.